# Asir
Pour la province actuelle, voir Asir (province).
L'Asir est une région historique d'Arabie. Elle s'étend sur les provinces saoudiennes actuelles d'Asir, de Bahah et le sud de la province de La Mecque, ainsi que sur la région d'al-Hodeïda au Yémen.

## Géographie
La région de l'Asir est composée d'une plaine côtière et d'un ensemble montagneux, les monts de l'Asir, qui est une partie des monts Sarawat ou Sarat, importante chaîne de montagnes reliant le sud de la Jordanie au golfe d'Aden. L'Asir comporte quelques hauteurs dépassant 3 000 mètres d'altitude, dont le Jebel Sawda (3 133 mètres), point culminant de l'Arabie saoudite. Toutefois, cette altitude est remise en question par les mesures du SRTM qui donne une élévation de 3 015 mètres.
La région se singularise par son climat plus frais et plus humide que le reste du pays. 
L'Asir est aussi le nom d'une province (mintaqat) de l'Arabie saoudite peuplée d'environ 1 833 658 habitants en 2009 et dont les villes principales sont Khamis Mushayt et Abha, la capitale.
Asir est une métathèse linguistique du « Séïr » biblique, ou « mont séïr » de la Genèse 14. 6.

## Histoire
Dans la seconde moitié du XIIIe siècle, les régions de l'Asir et d'Abou Arish tombent sous le pouvoir de la dynastie khayratide qui descend des Katada de La Mecque. 
En 1802, la région passe sous influence wahhabite et Muhammad ben Amir Abu Nukta al-Rufaydi se proclame émir de l'Asir al-Sarat, affrontant les tribus du Bas Asir, où les Khayratides conservent le pouvoir. Après 1818, à la suite de la chute des wahhabites, la dynastie des al-Rufaydi combat les Égyptiens.
En 1823, le pouvoir passe aux Banu Mughayd, dont le chef Saïd ben Muslat gouverne en tant que chef tribal vassal des Ottomans. Il soutient toutefois, en 1833, la rébellion de Türkçe Bilmez et des Albanais d'Arabie contre les Égyptiens, puis les combat. 
Son successeur Aid ben Mari al Mughayd (al Aïd signifiant "le Juif") gouverne en tant qu'émir l'Asir, le Tihama et le Mikhlaf, et son fils Muhammad occupe Abou Arish en 1863. Cet accroissement de pouvoir entraîne une intervention ottomane et les domaines des Banu Mughayd (Aïdidides) sont annexés et convertis en un gouvernorat (Mutassarrifiyya) dépendant du vilayet du Yémen, avec pour capitale Abha, où est maintenue une garnison turque dès 1872. 
La perte de pouvoir des Banu Mughayd ou "Al Aïd" (Aïdidides), qui conserveront de l'influence dans les territoires autour d'Abha, provoque l'ascension d'une nouvelle dynastie dirigée par Sayyid Muhammad ben Ali al Idrisi, descendant d'Ahmad ben Idris, émigré du Maroc qui avait fondé la tariqa Ahmadiyya ou Idrisiyya en 1830 (un de ses disciples fonda celle des Sénoussis, Sanusiyya, dont le futur roi de Libye sera issu). La capitale des Idrissides est établie à Sabya.
En 1838, Ahmad meurt, mais ses successeurs augmenteront leur pouvoir, bien qu'ils soient soumis à des puissances supérieures, les Aïdides de 1830 à 1872, les Ottomans ensuite. 
En 1909, son petit-fils Muhammad Ali se rebelle ouvertement contre les Ottomans, il conquiert Abha en 1910 et la perd l'année suivante, assiège la garnison ottomane sans réussir à occuper la ville et proclame l'indépendance de l'Émirat idrisside d'Asir, couvrant le Bas Asir. 